# Bilton-in-Ainsty
Bilton-in-Ainsty – wieś w Anglii, w hrabstwie North Yorkshire, w dystrykcie (unitary authority) North Yorkshire. Leży 13 km na zachód od miasta York i 282 km na północ od Londynu.